# 柯緯章
柯緯章，中國清朝官員。1810年，柯緯章接替錢澍，於台灣擔任台灣府海防兼南路理番同知。品等為正五品的該官職隸屬於台灣府，主管全台灣船政治安業務及台灣南路之台灣原住民事務，相當於副知府。
| 前任： 錢澍 | 台灣府海防兼南路理番同知 1810年上任 | 繼任： 朱爾申 |